# Țiu
Țiu – wieś w Rumunii, w okręgu Dolj, w gminie Cernătești. W 2011 roku liczyła 530 mieszkańców.